# 勝山警察署
勝山警察署（かつやまけいさつしょ）は、福井県警察が管轄する警察署の一つである。

## 所在地
- 福井県勝山市滝波町四丁目402番地

## 管轄区域
- 勝山市

## 沿革
- 1954年（昭和29年）7月：警察法改正により国家地方警察福井県本部から福井県警察に改組となる。

## 組織
- 警務会計課
  - 警務会計係
  - 警察安全相談係
- 刑事生活安全課
  - 刑事係
  - 生活安全係
- 地域課
  - 指導・通信指令係
- 交通課
  - 交通係
- 警備課
  - 警備係

## 交番・駐在所

### 交番
- 元町交番（勝山市元町1丁目11-6）

### 駐在所
- 平泉寺駐在所（勝山市平泉寺町平泉寺66-9-1）
- 北谷駐在所（勝山市北谷町中尾34-1）
- 荒土駐在所（勝山市荒土町新保14-11）
- 北郷駐在所（勝山市北郷町坂東島8-14-3）

## 隣接区域を管轄する警察署
福井県警察
- 坂井警察署
- 大野警察署
- 福井警察署

石川県警察
- 大聖寺警察署
- 小松警察署
- 白山警察署